# Andrew Goode
Andrew Brian Goode –conocido como Andy Goode– (Welwyn Garden City, 30 de enero de 1960) es un deportista británico que compitió en bádminton para Inglaterra. Ganó una medalla de bronce en el Campeonato Europeo de Bádminton de 1982, en la prueba de dobles.

## Palmarés internacional
| Representando a Inglaterra |                 |                   |        |
| Campeonato Europeo         |                 |                   |        |
| Año                        | Lugar           | Medalla           | Prueba |
| 1982                       | Böblingen (RFA) | Medalla de bronce | Dobles |